# 테르몰레오필룸속
테르몰레오필룸속(Thermoleophilum)은 방선균강에 속하는 세균 속이다. 2종으로 이루어져 있다. 테르몰레오필룸목(Thermoleophilales), 테르몰레오필룸과(Thermoleophilaceae)의 유일속이다.

## 분류
- 테르몰레오필룸목 (Thermoleophilales)
  - 테르몰레오필룸과 (Thermoleophilaceae)
    - 테르몰레오필룸속 (Thermoleophilum)
      - Thermoleophilum album
      - Thermoleophilum minutum